# Haval
Haval («Хе'вел») — китайський автомобільний бренд, заснований в 2013 році, підрозділ компанії Great Wall Motors з виробництва кросоверів і позашляховиків .

## Назва бренду
Назва походить від англомовної фрази «I Have All», тобто «у мене є все», що пояснюється тим, що будучи більш комфортними і дорогими «родичами» Great Wall, моделі цієї марки завжди мають більш багате оснащення. При цьому відповідно до маркетингової ідеї бренду: «Все» — значить міцна сім'я, цікава робота, вірні друзі і надійний автомобіль.
У Китаї Haval вимовляється як «Хафу» з наголосом на першому складі. В англомовних країнах вимовляють «Хев'л».

## Історія
Компанія Great Wall розпочала виробництво кросоверів і позашляховиків в 2002 році, першою моделлю був Great Wall Safe, що був ліцензійною копією Toyota 4Runner 1989 модельного року.
У 2005 році з'явився кросовер Great Wall Hover (пізніше отримав назву Haval H3), що став першим китайським позашляховиком, які пройшли сертифікацію Європейського Союзу. У 2011 році на зміну Hover прийшов кросовер Haval H6, який отримав нагороду «Китайський позашляховик 2012 року». У період з 2003 до 2013 року Great Wall Motor продала близько мільйона кросоверів в різних країнах . У 2013 році був зареєстрований бренд Haval — позашлховиковий підрозділ Great Wall Motors .
| Рік  | Об'єм продажу |
| ---- | ------------- |
| 2013 | 279 764       |
| 2014 | 429 328       |
| 2015 | 662 475       |
| 2016 | 938 019       |
| 2017 | 849 554       |

У 2015 році в рамках стратегії розвитку модельний ряд був розділений за кольорами логотипу на дві лінії: Haval Red (класичні моделі) і Haval Blue (спортивні моделі). На Шанхайському автосалоні 2015 року бренд Haval представив 17 моделей автомобілів. У 2018 році модель Haval H6 увійшла в ТОП-10 найпопулярніших у світі кросоверів і позашляховиків, зайнявши 7-й рядок .
На 2022 рік у Китаї HAVAL має понад 1000 магазинів, і понад 2000 торгових точок. У всьому світі HAVAL створив дочірні компанії в Росії, Австралії, Південній Африці, Індії та Сполучених Штатах, а також сформував мережу продажів у більш ніж 60 країнах і регіонах. Маючи понад 500 дистриб'юторів, HAVAL займає перше місце серед китайських брендів за обсягом експорту автомобілів у понад 30 країн.
У квітні 2023 року на автосалоні в Шанхаї компанія Haval представила свій новий логотип.

## Модельний ряд компанії

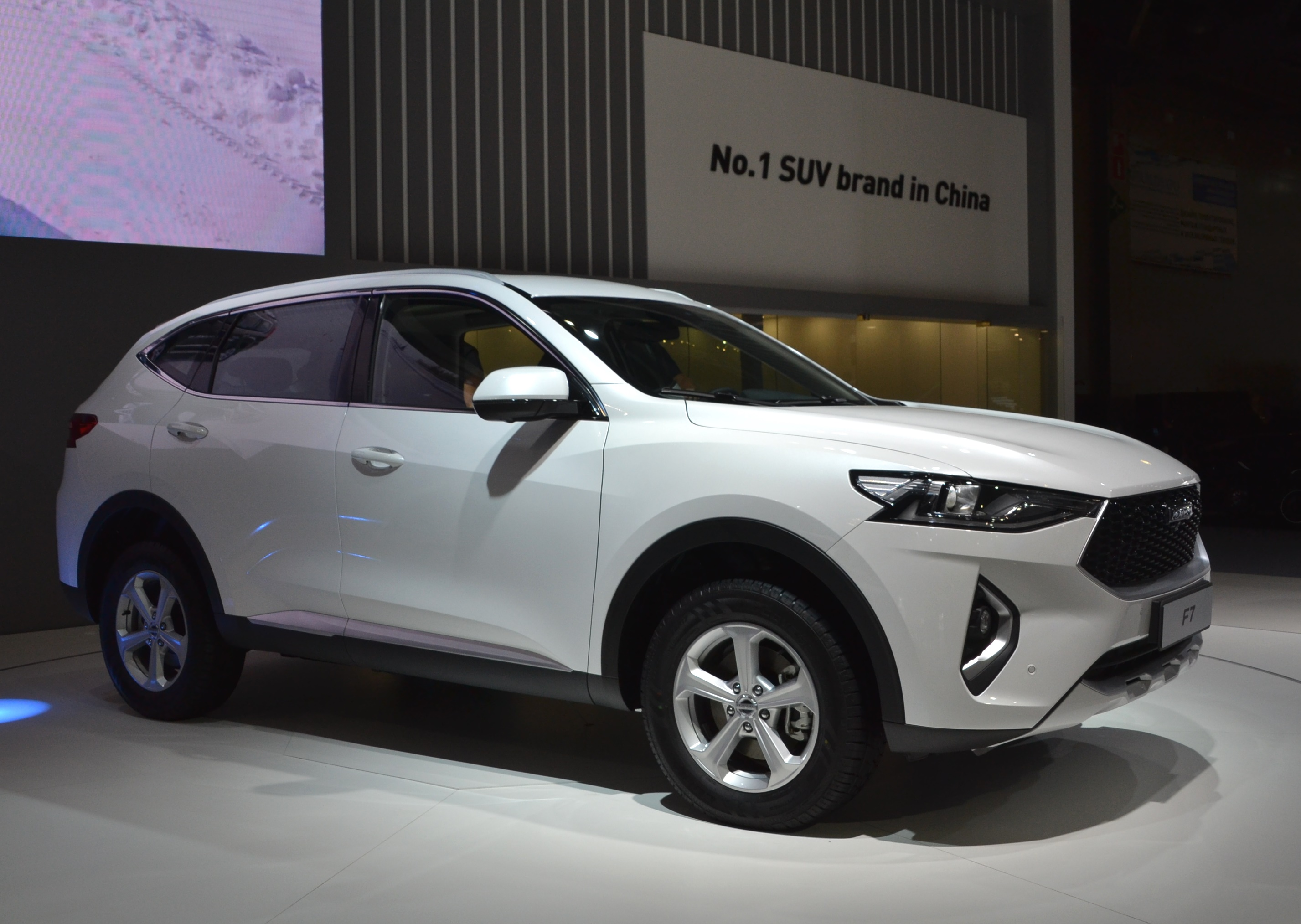
Кросовер Haval F7

- Haval H1
- Haval H2
- Haval H2s
- Haval H4
- Haval H5
- Haval H6
- Haval H6 Coupe
- Haval H7
- Haval H8
- Haval H9
- Haval M6
- Haval F5
- Haval F7
- Haval Jolion
- Haval H5
- Haval Shenshou
- Haval Xiaolong
- Haval Xiaolong Max
- Great Wall Poer
- Haval Dargo
- Haval ORA 03

### Завод в Росії
З 2015 року велося будівництво заводу Haval в індустріальному парку " Вузлова " в Вузловському районі Тульської області. Інвестиції в проект склали близько 500 млн доларів (і це перший завод концерну Great Wall, побудований за межами Китаю). Завод загальною площею 2,16 млн кв. м. включає цех штампування з пресом Fagor, зварювання — 80 роботів ABB, фарбування і складання. У грудні 2018 року на заводі в тестовому режимі був зібраний перший екземпляр Haval F7, отриманий російський ОТТС .
У червні 2019 року завод почав свою роботу. На першій фазі майданчик зможе випускати 80 тис. автомобілів щорічно при рівні локалізації близько 30 % (зокрема, російські постачальники будуть робити скла і глушники); у другій фазі потужність досягне до 150 тис. автомобілів в рік . Намічено випуск моделей F7, H9 і H6. Заплановано експорт продукції заводу в країни СНД, перш за все Казахстан і Білорусь.

В Україні
Продукція компанії Great Wall Motors Company Ltd представлена в Україні з 2011 року. Бренд HAVAL було вперше представлено в 2018 році. Наразі (станом на 2023р.), офіційний дистриб'ютор в Україні представляє наступні моделі : HAVAL H6(H6 HEV/H6 GT), HAVAL Jolion, HAVAL Dargo, пікап Haval Wingle 7, HAVAL M6, HAVAL ORA 03.